# Lijst van voetbalinterlands Duitse Democratische Republiek - Irak
Deze lijst van voetbalinterlands geeft een overzicht van alle officiële voetbalwedstrijden tussen de nationale teams van de DDR en Irak. De landen hebben vijf keer tegen elkaar gespeeld, te beginnen met een vriendschappelijke wedstrijd op 8 december 1969 in Bagdad. Het laatste duel, eveneens een vriendschappelijke wedstrijd, vond plaats op 2 maart 1982 in de Iraakse hoofdstad.

## Wedstrijden
| № | Plaats | Datum            | Competitie        | Wedstrijd                             | Uitslag |
| - | ------ | ---------------- | ----------------- | ------------------------------------- | ------- |
| 1 | Bagdad | 8 december 1969  | Vriendschappelijk | Irak − Duitse Democratische Republiek | 1 − 1   |
| 2 | Jena   | 26 juli 1970     | Vriendschappelijk | Duitse Democratische Republiek − Irak | 5 − 0   |
| 3 | Bagdad | 9 februari 1979  | Vriendschappelijk | Irak − Duitse Democratische Republiek | 1 − 1   |
| 4 | Bagdad | 12 februari 1979 | Vriendschappelijk | Irak − Duitse Democratische Republiek | 2 − 1   |
| 5 | Bagdad | 2 maart 1982     | Vriendschappelijk | Irak − Duitse Democratische Republiek | 0 − 0   |

## Samenvatting
| Competitie        | Totaal gespeeld | Winst DDR | Gelijk | Winst Irak | Doelsaldo DDR – Irak |
| ----------------- | --------------- | --------- | ------ | ---------- | -------------------- |
| Vriendschappelijk | 5               | 1         | 3      | 1          | 8 − 4                |
| Totaal            | 5               | 1         | 3      | 1          | 8 − 4                |

Wedstrijden bepaald door strafschoppen worden, in lijn met de FIFA, als een gelijkspel gerekend.
DFV · Kwalificatiewedstrijden · A-internationals · Bondscoaches · Statistieken · DDR vrouwenelftal · DDR U21 · DDR U20 ·  DDR U18 · DDR U16
1952 – 1959 · 
1960 – 1969 · 
1970 – 1979 · 
1980 – 1990
WK 1974
OS 1964 · 
OS 1972 · 
OS 1976 · 
OS 1980
1952 · 
1953 · 
1954 · 
1955 · 
1956 · 
1957 · 
1958 · 
1959 ·
1960 · 
1961 · 
1962 · 
1963 · 
1964 · 
1965 · 
1966 · 
1967 · 
1968 · 
1969 ·
1970 · 
1971 · 
1972 · 
1973 · 
1974 · 
1975 · 
1976 · 
1977 · 
1978 · 
1979 ·
1980 · 
1981 · 
1982 · 
1983 · 
1984 · 
1985 · 
1986 · 
1987 · 
1988 · 
1989 · 
1990
Albanië ·
Algerije ·
Argentinië ·
Australië ·
België ·
Bolivia ·
Brazilië ·
Bulgarije ·
Canada ·
Chili ·
Colombia ·
Cuba ·
Denemarken ·
Duitsland ·
Ecuador ·
Egypte ·
Engeland ·
Finland ·
Frankrijk ·
Ghana ·
Griekenland ·
Guinee ·
Hongarije ·
IJsland ·
Indonesië ·
Irak ·
Italië ·
Joegoslavië ·
Koeweit ·
Luxemburg ·
Mali ·
Malta ·
Marokko ·
Mexico ·
Myanmar ·
Nederland ·
Noorwegen ·
Oostenrijk ·
Polen ·
Portugal ·
Roemenië ·
Schotland ·
Sovjet-Unie ·
Spanje ·
Sri Lanka ·
Tsjecho-Slowakije ·
Tunesië ·
Turkije ·
Uruguay ·
Verenigde Staten ·
Wales ·
Zweden ·
Zwitserland
IFA · A-internationals · Statistieken · Iraaks vrouwenelftal · Irak U21 · Irak U20 · Irak U19 · Irak U18 · Irak U17
1950 – 1969 ·
1970 – 1979 ·
1980 – 1989 ·
1990 – 1999 ·
2000 – 2009 ·
2010 – 2019 ·
2020 − 2029
Afghanistan ·
Algerije ·
Argentinië ·
Australië ·
Azerbeidzjan ·
Bahrein ·
België ·
Bolivia ·
Botswana ·
Brazilië ·
Cambodja ·
Chili ·
China ·
Colombia ·
Congo-Kinshasa ·
Cyprus ·
DDR ·
Ecuador ·
Egypte ·
Estland ·
Filipijnen ·
Finland ·
Ghana ·
Guinee ·
Hongkong ·
India ·
Indonesië ·
Iran ·
Japan ·
Jemen ·
Jordanië ·
Kazachstan ·
Kenia ·
Kirgizië ·
Koeweit ·
Libanon ·
Liberia ·
Libië ·
Macau ·
Maleisië ·
Marokko ·
Mauritanië ·
Mexico ·
Myanmar ·
Nepal ·
Nieuw-Zeeland ·
Noord-Korea ·
Oeganda ·
Oezbekistan ·
Oman ·
Pakistan ·
Palestina ·
Paraguay ·
Peru ·
Polen ·
Qatar ·
Roemenië ·
Rusland ·
Saoedi-Arabië · 
Sierra Leone · 
Singapore ·
Soedan ·
Spanje · 
Sri Lanka ·
Syrië · 
Tadzjikistan · 
Taiwan · 
Thailand · 
Trinidad en Tobago ·
Tunesië ·
Turkije ·
Turkmenistan ·
Uruguay ·
Verenigde Arabische Emiraten ·
Vietnam ·
Zambia ·
Zuid-Afrika ·
Zuid-Jemen ·
Zuid-Korea